# 岡本貞子
岡本 貞子（おかもと さだこ、1933年2月10日 - ）は、日本の浪曲の曲師。大阪府八尾市出身で、本名は境貞子。浪曲親友協会所属。

## 来歴
1947年に、伯母にあたる浪曲師の岡本梅嬢門下で岡本貞子と名乗る。1948年に徳島県貞光長にて「甘酒茶屋」で初舞台に上がり、1951年に曲師に転向。1961年頃に木下佳津枝（現在の浪曲師の京山幸枝栄）、田中絹代と共に音頭ショウ「ソフトショウ」結成し三味線を担当、1978年6月トリオを解消し浪曲の世界に復帰。
現在は2代目京山幸枝若、2代目京山小圓嬢等の曲師を勤める。
第11回上方の舞台裏方大賞受賞。